# ティアスタジオ
ティアスタジオは、かつて存在した日本のアニメスタジオ。株式会社ネクストバッターズサークルによって設立され、東京都杉並区と宮城県仙台市にスタジオを置いていた。

## 概要
設立当初は、他社のアニメの制作協力を中心としていた。2018年以降、ティアスタジオのスタジオ名で元請けとしてテレビアニメ『ロード オブ ヴァーミリオン 紅蓮の王』『なんでここに先生が!?』などの作品のほか、OVA『フラグタイム』の制作なども行っていた。
しかし、その後人件費などのコスト高騰により採算割れが発生するなど資金繰りに苦しむようになり、2019年11月末以降は代表者らと連絡が取れない状態となった。またSNS上では、同社で仕事を担当したアニメーターから「報酬未払い」の告発が相次いだ。
同年12月13日に事業を停止、同年12月27日に東京地方裁判所から破産手続開始決定を受けた。負債総額は約1億9100万円。この内、アニメーター129名に対する労働債権が約4700万円となっている。
「フラグタイム」製作委員会は、破産手続開始決定当日に、制作費を受領していない関係者を対象に相談窓口を設置した。
ネクストバッターズサークルは、2020年8月26日に法人格が消滅した。

## 作品

### テレビアニメ
| 開始年 | 放送期間  | タイトル                            | 監督                    | アニメーション プロデューサー | 共同制作   |
| ------ | --------- | ----------------------------------- | ----------------------- | ----------------------------- | ---------- |
| 2018年 | 7月 - 9月 | ロード オブ ヴァーミリオン 紅蓮の王 | 菅沼栄治                | 工藤博                        | アスリード |
| 2019年 | 4月 - 6月 | なんでここに先生が!?                | 金子ひらく（総） 所俊克 | 石井ひとし                    |            |

### 劇場アニメ
- 劇場版 王室教師ハイネ（2019年）

### OVA
- フラグタイム（2019年、共同制作：イーストフィッシュスタジオ）

### 制作協力
- ラブ米 -WE LOVE RICE-（第2期、2017年）